# Alysicarpus scariosus
Alysicarpus scariosus är en ärtväxtart som först beskrevs av Spreng., och fick sitt nu gällande namn av George Henry Kendrick Thwaites. Alysicarpus scariosus ingår i släktet Alysicarpus och familjen ärtväxter.

## Underarter
Arten delas in i följande underarter:
- A. s. pilifer
- A. s. scariosus